# Mạc phủ Tokugawa
Mạc phủ Tokugawa (Tiếng Nhật: 徳川幕府, Tokugawa bakufu; Hán Việt: Đức Xuyên Mạc phủ), hay còn gọi là Mạc phủ Edo (江戸幕府, Giang Hộ Mạc phủ), là chính quyền Mạc phủ ở Nhật Bản do Tokugawa Ieyasu thành lập và trị vì trong thời kỳ từ năm 1603 cho đến năm 1868 bởi các Chinh di Đại tướng quân nhà Tokugawa. Thời kỳ này còn gọi là Thời kỳ Edo (江戸時代; Giang Hộ thời đại), lấy từ tên nơi đóng bản doanh của mạc phủ là Thành Edo, nay là Hoàng cung Tokyo.
Sau thời kỳ Sengoku, chính quyền trung ương đã được tái lập phần lớn là nhờ công của Oda Nobunaga và Toyotomi Hideyoshi trong thời kỳ Azuchi-Momoyama. Sau trận Sekigahara năm 1600, chính quyền trung ương rơi vào tay Tokugawa Ieyasu, ông đã hoàn thành được đại nghiệp và được ban tước hiệu "Chinh di Đại tướng quân" vào năm 1603. Để trở thành Tướng quân, theo truyền thống phải là hậu duệ của gia tộc Minamoto.
Thời kỳ Tokugawa, không giống các Mạc phủ trước đó, được cho là lấy nền tảng từ hệ thống đẳng cấp cha truyền con nối nghiêm ngặt ban đầu do Toyotomi Hideyoshi thiết lập. Tầng lớp chiến binh samurai (sĩ) là tầng lớp cao quý nhất, tiếp theo là nông dân (nông), thợ thủ công (công) và thương nhân (thương). Bản chất cứng nhắc của hệ thống đẳng cấp đã tạo ra trở lực đáng kể cho thời kỳ này. Thuế đối với nông dân luôn được giữ ở một mức cố định mà không tính tới lạm phát hay việc thay đổi tỷ giá tiền tệ. Kết quả là, tổng số thuế mà các samurai chúa đất thu được ngày càng giảm sút. Điều này cũng dẫn đến hàng loạt cuộc đối đầu giữa quý tộc và các samurai nghèo đói với những người nông dân giàu có, từ các cuộc va chạm lẻ tẻ ở địa phương đến những cuộc nổi loạn lớn. Tuy vậy, không có cuộc nổi dậy nào đủ mạnh để có thể thách thức thể chế đã được thiết lập, cho đến khi ngoại binh xuất hiện.
Cho đến cuối thế kỷ 19, liên minh giữa vài lãnh chúa đại danh hùng mạnh với vị Thiên hoàng trên danh nghĩa cuối cùng đã lật đổ được Mạc phủ sau chiến tranh Mậu Thìn, với đỉnh cao là cuộc Minh Trị Duy Tân. Mạc phủ Tokugawa chính thức chấm dứt năm 1868, với sự thoái vị của Tướng quân thứ 15 của nhà Tokugawa, Tokugawa Yoshinobu và "sự khôi phục" của Hoàng quyền (Ōsei fukko).
Xem Mạc mạt để biết thêm chi tiết.

## Chính quyền

### Mạc phủ và các Han (phiên)

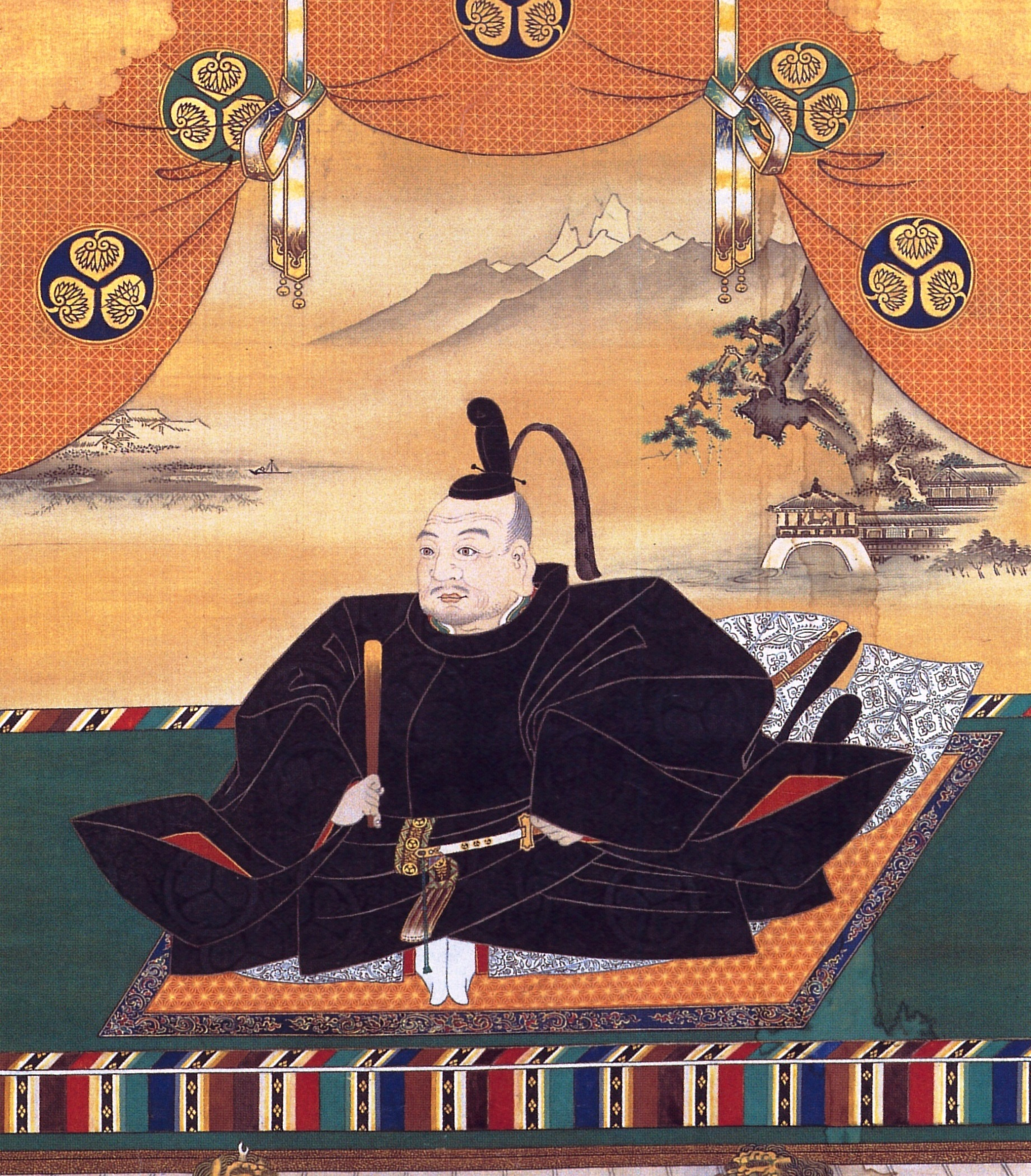
Tướng quân Tokugawa Ieyasu

Mạc phiên thể chế (bakuhan taisei 幕藩体制) là hệ thống chính trị phong kiến vào thời kỳ Edo ở Nhật Bản. "Baku", hay "cái màn", là cách viết tắt của "bakufu", nghĩa là "chính quyền quân sự" ("Mạc phủ’’). Han ("phiên") là các lãnh địa do đại danh đứng đầu.
Các chư hầu nắm giữ đất đai được thừa kế và cung cấp quân đội cho vị chúa tể của mình. Mạc phiên thể chế chia quyền lực phong kiến giữa Mạc phủ ở Edo và các lãnh địa ở tỉnh trong toàn cõi Nhật Bản. Các tỉnh có một mức độ tự trị nhất định và được cho phép tự quản các phiên để đối lấy lòng trung thành với Chinh di Đại tướng quân, người chịu trách nhiệm quan hệ đối ngoại và an ninh quốc gia. Tướng quân và các lãnh chúa đều là đại danh: lãnh chúa phong kiến với chính quyền, chính sách và lãnh thổ riêng. Chinh di Đại tướng quân cũng là đại danh nắm quyền lực lớn nhất, cha truyền con nối thái ấp của nhà Tokugawa. Mỗi cấp chính quyền thực hiện một hệ thống thuế khóa riêng.
Mạc phủ có quyền thủ tiêu, sáp nhập và chuyển đổi các lãnh địa. Hệ thống luân phiên trình diện (sankin-kotai) yêu cầu mối đại danh phải sống ở cả các phiên của mình lẫn hiện diện ở Edo. Khi họ không ở Edo thì họ phải để lại gia đình mình làm con tin cho đến khi trở về. Tác dụng tuyệt vời của luân phiên trình diện giúp tập trung quyền lực trung ương và đảm bảo lòng trung thành với Tướng quân vì mỗi đại diện ở Edo đều vừa là con tin của Mạc phủ.
Các hậu duệ của nhà Tokugawa còn muốn đảm bảo lòng trung thành hơn nữa bằng cách nhấn mạnh vào một lòng trung thành giáo điều với Chinh di Đại tướng quân. Các đại danh Fudai là các daimyo là chư hầu của Ieyasu và con cháu của họ. Tozama, hay "người ngoài", trở thành chư hầu của Ieyasu sau trận Sekigahara. Shimpan, hay "họ hàng", là những người có quan hệ bà con với Tokugawa Hidetada. Vào đầu thời Edo, Mạc phủ xem Tozama là những người kém trung thành với mình; qua thời gian, những cuộc hôn nhân chính trị và việc hệ thống chính quyền ngày càng được củng cố ít nổi loạn hơn. Cuối cùng, các Tozama lớn của phiên Satsuma, Chōshū, Tosa và ở một mức độ ít hơn là cả Hizen nữa đã lật đổ Mạc phủ Bốn phiên này được gọi là Bốn gia tộc phía Tây hay ngắn gọn là Satchotohi.
Số lượng các han (khoảng 250) luôn dao động trong suốt thời Edo. Chúng được xếp hạng theo kích cỡ, được đo bằng số lượng koko mà mỗi phiên sản xuất ra mỗi năm. Một koku là số lượng gạo có thể nuôi sống được một người đàn ông trưởng thành trong một năm. Số lượng nhỏ nhất cho một đại danh là 10.000 koku; lớn nhất, trừ Tướng quân, là một triệu.

### Tướng quân và Thiên hoàng
Bất chấp việc thiết lập Mạc phủ, Thiên hoàng ở kinh đô Kyoto vẫn là người thống trị trên danh nghĩa ở Nhật Bản. Thể chế (体制 taisei) Nhật Bản được triều đình Kyoto giao cho gia tộc Tokugawa, cho đến khi họ giành lại quyền lực trong cuộc Minh Trị Duy Tân.
Mạc phủ bổ nhiệm một người đại diện của mình gọi là Kyoto Shoshidai (Kinh Đô Sở Tư Đại), để giải quyết công việc với Thiên hoàng, triều đình và các quý tộc ở Kyoto.

### Tướng quân và ngoại thương

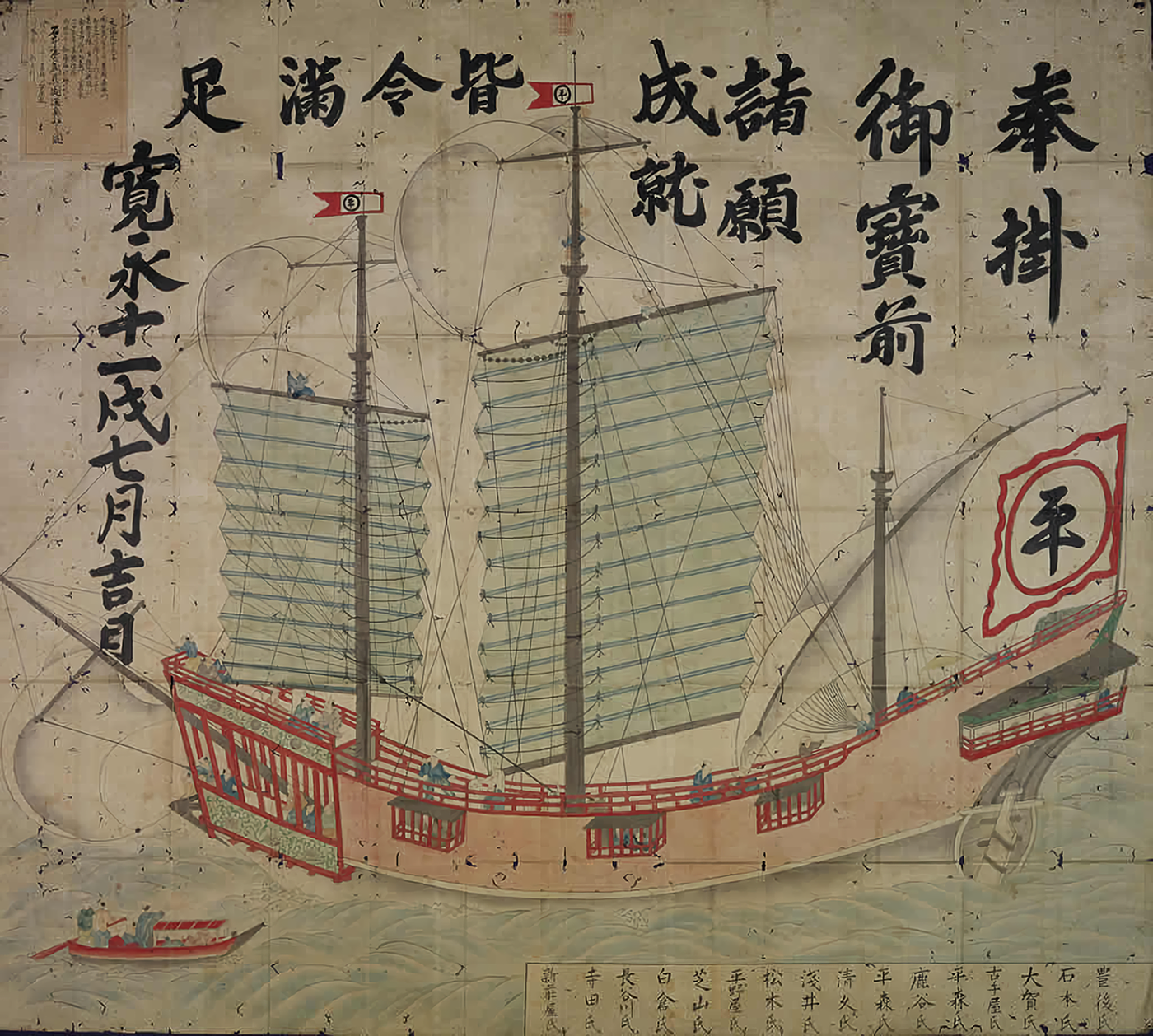
Chu ấn thuyền của Nhật Bản năm 1634

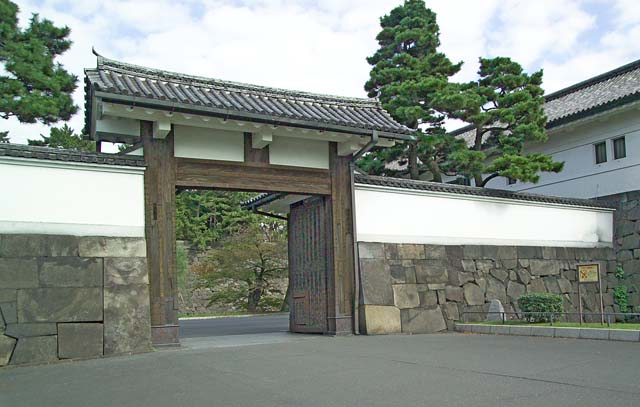
Cổng Sakurada ở thành Edo, trung tâm quyền lực của nhà Tokugawa

Ngoại vụ và ngoại thương do Mạc phủ độc quyền, mang lại một nguồn lợi to lớn. Ngoại thương cũng được các phiên bang Satsuma và Đối Mã Phủ Trung cho phép.
Chuyến viếng thăm của các con tàu Nanban từ Bồ Đào Nha ban đầu là cầu nối ngoại thương duy nhất, tiếp theo đó là người Hà Lan, Anh, và đôi khi là cả các con tàu Tây Ban Nha.
Từ năm 1600 trở đi, Nhật Bản bắt đầu tham gia một cách chủ động vào ngoại thương. Năm 1615, một đoàn sứ thần và thương nhân do Hasekura Tsunenaga dong buồm ra Thái Bình Dương đến Nueva Espana (Tân Tây Ban Nha, sau này bị Mĩ chiếm do thua trận) con thuyền buồm lớn của người Nhật San Juan Bautista. Cho đến năm 1635, Tướng quân đã cấp rất nhiều giấy phép cho các "Chu ấn thuyền" với sứ mệnh giao thương với châu Á.
Năm 1635 với sự ra đời của Luật bế quan tỏa cảng (Tỏa Quốc), chỉ các chuyến tàu hồi hương mới được phép cập bờ, từ Trung Quốc, Triều Tiên và Hà Lan. Tuy Nhật Bản giới hạn nghiêm ngặt việc giao thương với người nước ngoài, điều này không có nghĩa là ngoại thương hoàn toàn chấm dứt. Người Nhật vẫn buôn bán với nhà Triều Tiên thông qua đảo Đối Mã, nhà Thanh qua Nam Tây Chư Đảo và Hà Lan qua thương điếm Dejima (Xích Đảo), một hòn đảo nhân tạo nằm ngoài khơi cảng Nagasaki. Nhờ sự tiếp xúc với người Hà Lan, các nghiên cứu khoa học của phương Tây vẫn tiếp tục được tiếp thu trong thời kỳ này với cái tên "Lan học" (rangaku), cho phép người Nhật học hỏi và làm theo phần lớn các bước của Cách mạng khoa học và Cách mạng công nghiệp..

## Thể chế Mạc phủ

### Rōjū và wakadoshiyori
Rōjū (老中) là những thành viên cao cấp của Mạc phủ. Họ giám sát các ōmetsuke, machibugyō, ongokubugyō và các quan lại khá, quản lý quan hệ với Triều đình Kyoto, kuge (thành viên quý tộc), đại danh, chùa chiền và đền thờ Thần đạo. Bình thường, có từ 4 đến 5 người ở trong cơ quan này, và mỗi người đảm nhiệm chức vụ này trong một tháng dựa trên cơ chế luân phiên. Họ bàn bạc các vấn đề đặc biệt quan trọng. Trong cuộc cải cách quan lại năm 1867, cơ quan này bị dỡ bỏ và thay vào đó là hệ thống các cơ quan với các bộ nội vụ, tài chính, ngoại giao, quân sự và hải quân.
Trên nguyên tắc, yêu cầu để được bổ nhiệm vào rōjū gồm phải là daimyo fudai và phải sở hữu một thái ấp 50.000 koku trở lên. Tuy vậy, có một số ngoại lệ với tất cả các tiêu chuẩn. Nhiều người được đề bạt vào chức vụ này là người thân tín của Chinh di Đại tướng quân, ví dụ như soba yōnin, Kyoto shoshidai, và Osaka jōdai.
Đôi khi, các Tướng quân bổ nhiệm một rōjū làm đại lão (tairō). Vị trí này chỉ do thành viên của các gia tộc Ii, Sakai, Doi, và Hotta nắm giữ, nhưng Yanagisawa Yoshiyasu cũng từng được phong chức đại lão. Trong số họ, người nổi tiếng nhất Ii Naosuke, ông bị ám sát năm 1860 ở ngoài cửa Sakurada ở thành Edo.
Wakadoshiyori là vị trí thấp hơn của rōjū. Ban đầu cơ quan này có sáu người rokuninshū (1633–1649), cơ quan này được đặt tên và được tổ chức hoàn thiện năm 1662, với 4 thành viên. Trách nhiệm quan trọng của họ là quản lý mối quan hệ với các hatamoto và gokenin, các chư hầu trực tiếp của Tướng quân.
Vài Tướng quân bổ nhiệm các vị trí soba yōnin. Người này giữ vai trò liên lạc giữa Tướng quân và rōjū. Soba yōnin trở nên quan trọng hơn dưới thời Tướng quân thứ 5 là Tokugawa Tsunayoshi, khi một wakadoshiyori, Inaba Masayasu, ám sát đại lão Hotta Masatoshi. Lo sợ cho sự an nguy của mình, Tsunayoshi chuyển các rōjū đến một khu vực xa hơn của lâu đài. Một số soba yōnin nổi tiếng là Yanagisawa Yoshiyasu và Tanuma Okitsugu.

### Ōmetsuke và metsuke
Ōmetsuke và metsuke là các quan lại báo cáo công việc của mình với rōjū và wakadoshiyori. Năm ōmetsuke chịu trách nhiệm giám sát các sự vụ của các daimyo, kuge và triều đình. Họ cũng lãnh trách nhiệm khám phá bất kỳ nguy cơ nổi loạn nào.
Đầu thời Edo, những đại danh như Yagyū Munefuyu đứng đầu cơ quan này. Tuy vậy, sau đó, nó rơi vào tay các hatamoto với thứ bậc từ 5.000 koku trở lên. Để cho họ thêm quyền lực trong công việc với các daimyo, họ được xếp vào hạng 10.000 koku và được ban tước hiệu "kami" (một tước hiệu cổ, đặc biệt là để chỉ tỉnh trưởng các tỉnh như Bizen-no-kami.
Thời gian trôi qua, chức năng của ōmetsuke thay đổi thành người truyền lệnh của Mạc phủ đến các đại danh, và thực thi các nghi lễ trong lâu đài Edo. Họ cũng nhận thêm các trách nhiệm nữa như giám sát các sự vụ tôn giáo và kiểm soát súng ống.
Metsuke, dưới quyền wakadoshiyori, giám sát các sự vụ với chư hầu của Chinh di Đại tướng quân. Họ là lực lượng cảnh bị khoảng 10.000 người của hatamoto và gokenin tập trung ở Edo. Các phiên riêng rẽ đều có metsku của riêng mình, họ cũng làm nhiệm vụ bảo an tương tự cho các samurai.

### San-bugyō
San-bugyō ("Tam Phụng Hành") là jisha, kanjō, and machi-bugyō, giám sát chùa và đền, và đôi khi là cả các thành phố. Jisha bugyō là vị trí cao nhất. Họ giám sát việc quản lý các chùa chiền đạo Phật (ji) và các đền thờ Thần đạo (sha), rất nhiều trong số họ nắm giữ các thái ấp. Họ cũng giải quyết các vụ kiện tụng của vài chúa đất ở ngoài tám tỉnh vùng Kantō. Đa phần những người được bổ nhiệm vốn là các đại danh nhưng Ōoka Tadasuke là một ngoại lệ, mặc dù sau này ông cũng trở thành đại danh.
Kanjō bugyō là vị trí tiếp theo. Bốn người ở cơ quan này nằm dưới quyền của rōjū. Họ chịu trách nhiệm các vấn đề tài chính của Mạc phủ.
Machi bugyō là người đứng đầu Edo và các thành phố khác. Vai trò của họ bao gồm thị trưởng, chỉ huy trưởng cảnh sát (và, sau đó, là đội cứu hỏa), và quan tòa cho các vụ án dân sự và hình sự không liên quan đến samurai. Hai người (đôi khi là ba), thường là hatamoto, nắm giữ chức vụ này, và được thay thế hàng tháng.
Ba machi bugyō của Edo đã trở nên nổi tiếng qua jidaigeki (phim truyền hình): Ōoka Tadasuke và Tōyama Kinshirō với vai anh hùng, và Torii Yōzō với vai kẻ xấu.
San-bugyō cùng nằm trong một hội đồng gọi là hyōjōsho. Với tư cách này, họ chịu trách nhiệm trông nom các tenryō, giám sát các gundai, daikan và kura bugyō, cũng như xét xử các vụ việc liên quan đến samurai.

### Tenryō, gundai và daikan
Chinh di Đại tướng quân trực tiếp nắm giữ đất đai ở rất nhiều vùng của Nhật Bản. Họ được gọi là bakufu chokkatsuchi; kể từ thời Minh Trị, nó đồng nghĩa với cụm từ tenryō. Ngoài các vùng đất mà Ieyasu đã nắm giữ từ trước trận Sekigahara, nó còn bao gồm đất đai mà ông chiếm được trong trận đánh và đất đại có được sau hai cuộc vây hãm thành Osaka mùa hè và mùa đông. Cho đến cuối thế kỷ 17, số đất đai trong tay Tướng quân đã lên đến 4 triệu koku. Các thành phố lớn như Nagasaki và Osaka, và các mỏ, bao gồm mỏ vàng Sado, cũng nằm trong số này.
Thay vì bổ nhiệm các đại danh đứng đầu số đất đai này, Mạc phủ đặt ra những người quản nhiệm. Vị trí quản nhiệm này bao gồm gundai, daikan, và ongoku bugyō. Loại cuối cùng bao gồm Osaka, Kyoto và Sumpu machibugyō, và Nagasaki bugyō. Những người giữ vị trí này đều là hatamoto.

### Gaikoku bugyō
Gaikoku bugyō là các quan lại được bổ nhiệm trong khoảng từ 1858 đến 1868. Họ chịu trách nhiệm giám sát các công việc ngoại thương và ngoại giao với nước ngoài, và đặt trụ sở ở các thương cảng Nagasaki và Kanagawa (Yokohama).

## Mạc mạt (1853-1867)

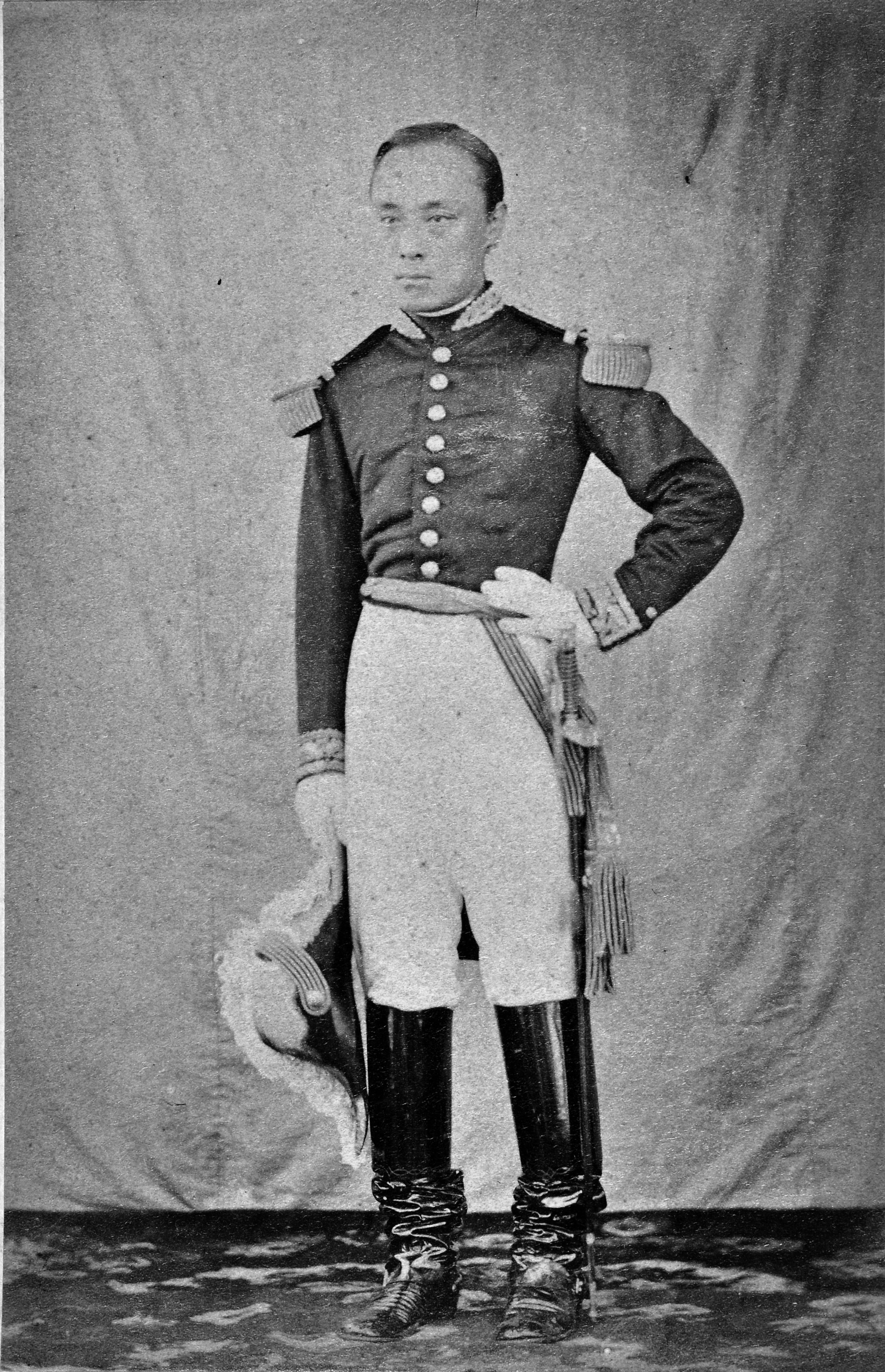
Tokugawa Yoshinobu, Tướng quân cuối cùng trong bộ quân phục Pháp, năm 1867

Thời kỳ Mạc Mạt (tiếng Nhật: 幕末 Bakumatsu) là thời kỳ từ 1853 đến 1867, khi Nhật Bản chấm dứt chính sách bế quan toả cảng (Tỏa Quốc - "Sakoku") và tiến hành hiện đại hóa từ Mạc phủ phong kiến thành triều đình Minh Trị. Đây là sự chấm dứt của thời kỳ Edo, mở đầu thời kỳ Minh Trị. Các phe phái chính trị, tư tưởng lớn của thời kỳ này chia thành những người bảo hoàng Ishin Shishi (những người dân tộc yêu nước) và lực lượng Mạc phủ, bao gồm lực lượng shinsengumi ("Tân Tuyển Tổ"). Mặc dù hai nhóm này có quyền lực lớn nhất, rất nhiều phe phái khác cũng nhân tình hình hỗn loạn để giành lấy quyền lực cá. Thêm nữa, có hai yếu tố chính dẫn đến sự bất đồng:
- Sự bất mãn ngày càng tăng của các đại danh tozama. Điều này liên quan đến các lãnh chúa đã chống lại quân đội Tokugawa tại Sekigahara năm 1600 và vì thế họ không bao giờ được nắm các vị trí quan trọng trong hệ thống chính quyền Mạc phủ.
- Năm 1854, Phó đề đốc Hải quân Hoa Kỳ Matthew C. Perry mang một hạm đội chín chiếc tàu chiến tới buộc Nhật Bản mở cửa, chấm dứt thời kỳ bế quan tỏa cảng. Nhưng người Mỹ đã bắt chính quyền Mạc phủ ký một hiệp định buôn bán bất bình đẳng. Tiếp đó, các nước như Anh, Hà Lan, Pháp, Nga,... cũng đua nhau tới và ép Mạc phủ ký các hiệp ước tương tự. Việc mất đi một loạt chủ quyền quốc gia khiến Nhật Bản đứng trước cuộc khủng hoảng dân tộc và này gây bất mãn trong quần chúng nhân dân. Lý do thứ hai được phản ánh trong thành ngữ sonnō jōi (Tôn Hoàng, Nhương Di), tức nâng cao uy tín Thiên hoàng, đánh đuổi người ngoại quốc ra khỏi xứ sở. Các Phiên ở vùng Tây Nam Nhật Bản - vốn từ lâu bất mãn với Mạc phủ - đã nhân cơ hội này đi rêu rao khắp nơi rằng chính quyền Mạc phủ câu kết với người nước ngoài, bán đứng chủ quyền quốc gia; mưu dùng chiêu bài "Tôn hoàng, nhương di" để lật đổ chế độ Mạc phủ.[3][4]

Bước ngoặt của thời Mạc mạt là chiến tranh Mậu Thìn và trận Toba-Fushimi khi quân đội Mạc phủ bị đánh bại, uy quyền của Hoàng gia được khôi phục.

## Danh sách Tướng quân nhà Tokugawa
| #  | Hình ảnh | Tên gọi (Sinh và mất)                                          | Bắt đầu | Kết thúc |
| -- | -------- | -------------------------------------------------------------- | ------- | -------- |
| 1  |          | Tokugawa Ieyasu (徳川家康, Đức Xuyên Gia Khang; 1543–1616)     | 1603    | 1605     |
| 2  |          | Tokugawa Hidetada (徳川秀忠, Đức Xuyên Tú Trung; 1579–1632)    | 1605    | 1623     |
| 3  |          | Tokugawa Iemitsu (徳川家光, Đức Xuyên Gia Quang; 1604–1651)    | 1623    | 1651     |
| 4  |          | Tokugawa Ietsuna (徳川家綱, Đức Xuyên Gia Cương; 1641–1680)    | 1651    | 1680     |
| 5  |          | Tokugawa Tsunayoshi (徳川綱吉, Đức Xuyên Cương Cát; 1646–1709) | 1680    | 1709     |
| 6  |          | Tokugawa Ienobu (徳川家宣, Đức Xuyên Gia Tuyên; 1662–1712)     | 1709    | 1712     |
| 7  |          | Tokugawa Ietsugu (徳川家継,Đức Xuyên Gia Tế; 1709–1716)        | 1713    | 1716     |
| 8  |          | Tokugawa Yoshimune (徳川吉宗, Đức Xuyên Cát Tông; 1684–1751)   | 1716    | 1745     |
| 9  |          | Tokugawa Ieshige (徳川家重, Đức Xuyên Gia Trọng; 1712–1761)    | 1745    | 1760     |
| 10 |          | Tokugawa Ieharu (徳川家治, Đức Xuyên Gia Trị; 1737–1786)       | 1760    | 1786     |
| 11 |          | Tokugawa Ienari (徳川家斉, Đức Xuyên Gia Tề; 1773–1841)        | 1787    | 1837     |
| 12 |          | Tokugawa Ieyoshi (徳川家慶, Đức Xuyên Gia Khánh; 1793–1853)    | 1837    | 1853     |
| 13 |          | Tokugawa Iesada (徳川家定, Đức Xuyên Gia Định; 1824–1858)      | 1853    | 1858     |
| 14 |          | Tokugawa Iemochi (徳川 家茂, Đức Xuyên Gia Mậu; 1846–1866)     | 1858    | 1866     |
| 15 |          | Tokugawa Yoshinobu (徳川慶喜, Đức Xuyên Khánh Hỉ; 1837–1913)   | 1866    | 1867     |

Trong suốt thời kỳ Edo, những người họ hàng giàu ảnh hưởng của Tướng quân bao gồm:
- Tokugawa Mitsukuni của lãnh địa Mito.
- Tokugawa Nariaki của lãnh địa Mito.
- Tokugawa Mochiharu của chi Hitotsubashi.
- Tokugawa Munetake của chi Tayasu.
- Matsudaira Katamori của chi Aizu.
- Matsudaira Sadanobu, sinh ra ở chi Tayasu, được gia tộc Hisamatsu-Matsudaira Shirakawa nhận làm con nuôi.